# Rina Aiuchi
Rina Aiuchi (愛内里菜) es una cantante de j-pop nacida el 31 de julio de 1980 en Osaka. Pertenece a la discográfica GIZA studio, donde también pertenecen Mai Kuraki, Miho Komatsu, U-ka saegusa o GARNET CROW. Rina debutó el 23 de marzo de 2000 con el sencillo "Close To Your Heart". La cantante se retira del mundo de la música por problemas de salud oficialmente el 26 de septiembre de 2010.

## Discografía

### Singles
- Close To Your Heart (23 de marzo de 2000) #19
- It's crazy for you (31 de mayo de 2000) #16
- Ohh! Paradise Taste!! (26 de julio de 2000) #23
- Koi wa Thrill, Shock, Suspense (25 de octubre de 2000) #5
- FAITH (11 de abril de 2001) #8
- Run up (27 de junio de 2001) #7
- NAVY BLUE (3 de octubre de 2001) #2
- Forever You ~eien ni kimi to~ (14 de febrero de 2002) #5
- I can't stop my love for you ♥ (10 de abril de 2002) #2
- Sincerely Yours / Can you feel the POWER OF WORDS? (1 de agosto de 2002) #4
- Deep Freeze (20 de noviembre de 2002) #3
- Kaze no Nai Umi de Dakishimete (15 de enero de 2003) #3
- FULL JUMP (14 de mayo de 2003) #3
- Over Shine (30 de julio de 2003) #6
- Kuuki (15 de octubre de 2003) #7
- Dream × Dream (28 de abril de 2004) #6
- START (26 de mayo de 2004) #8
- Boom-Boom-Boom (20 de octubre de 2004) #11
- Akaku Atsui Kodou (4 de mayo de 2005) #7
- ORANGE★NIGHT (2 de noviembre de 2005) #12
- GLORIOUS / PRECIOUS PLACE (29 de marzo de 2006) #5
- MIRACLE (3 de mayo de 2006) #11
- Bara ga Saku Bara ga Chiru (1 de enero de 2007) #15
- Mint (15 de agosto de 2007) #21
- Nemurenu Yo ni/PARTY TIME PARTY UP (19 de diciembre de 2007) #8
- I believe you ~ai no hana~ (7 de mayo de 2008) #17
- Kimi to no Deai ~good bye my days~ (15 de octubre de 2008) #20
- Friend/Sugao no Mama (17 de diciembre de 2008) #8
- Ai no Kotoba (11 de febrero de 2009)
- STORY/SUMMER LIGHT (22 de julio de 2009)
- MAGIC (21 de octubre de 2009)
- HANABI (28 de julio de 2010)

### Digital Singles
- GOOD DAYS (14 de abril de 2010)
- Sing a Song (12 de mayo de 2010)
- C・LOVE・R (23 de junio de 2010)

### Álbumes
- Be Happy (24 de enero de 2001) #3
- POWER OF WORDS (15 de mayo de 2002) #1
- RINA AIUCHI REMIXES Cool City Production vol.5 (30 de julio de 2003) #4
- A.I.R. (15 de octubre de 2003) #1
- Single Collection (17 de diciembre de 2003) #8
- PLAYGIRL (15 de diciembre de 2004) #7
- Delight(12 de abril de 2006) #4
- TRIP (21 de mayo de 2008) #10
- THANX (25 de marzo de 2009)
- ALL SINGLES BEST ～THANX 10th ANNIVERSARY～ (16 de diciembre de 2009)
- COLORS (24 de marzo de 2010)
- LAST SCENE (15 de septiembre de 2010)

## Enlaces de Interés
- PÁGINA OFICIAL DE RINA AIUCHI Archivado el 2 de julio de 2006 en Wayback Machine. (en japonés)

- RINA AIUCHI french fansite

- Datos: Q261764